# 海豹 (微型潜艇)

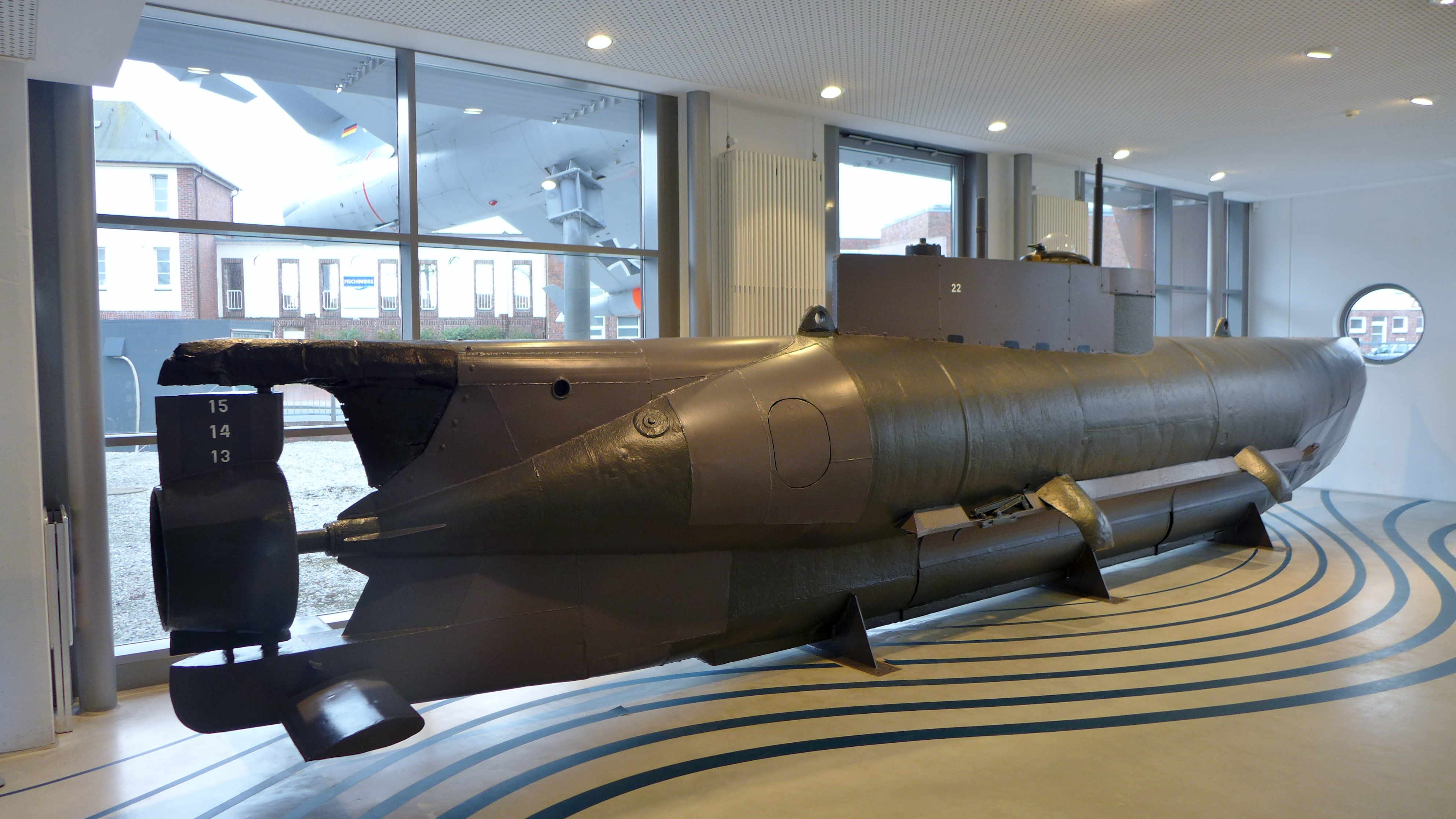
海豹型袖珍潜艇

海豹型袖珍潜艇（德語：seal）又名XXVII型潜艇，是納粹德國在第二次世界大战时期研发的一款微型潛艇。该型潜艇于1944年完成设计，人员定额两人，德国国防军海军曾在战争最末几个月駕駛过该型潜艇，共击沉9艘同盟国商船，击伤3艘，自身损失35艘，导致损失的主要原因为恶劣天气。法國國家海軍在战后曾駕駛过俘获的4艘该型号潜艇，直到1953年为止。